# 바다 탐험대 옥토넛 : 육지수호 대작전
바다 탐험대 옥토넛 : 육지수호 대작전(OCTONAUTS : Above & Beyond)은 영국에서 제작된 패트리스 베루베 감독의 2021년 애니메이션, 액션, 모험 영화이다.
넷플릭스를 위해 실버게이트 미디어와 메인프레임 스튜디오가 제작했다.

## 시즌별 제목
- 시즌1: 바다 탐험대 옥토넛 : 육지수호 대작전
- 시즌2: 바다 탐험대 옥토넛 육지수호 대작전 : 열대우림을 지켜라!

## 목소리 출연

### 한국어
- 하성용
- 정재헌
- 엄상현
- 윤승희
- 김율
- 유동균
- 김정은
- 한경화
- 박성영